# Michel Reimon
Michel Reimon (ur. 11 lipca 1971 w Eisenstadt) – austriacki pisarz, dziennikarz, publicysta i polityk, poseł do Parlamentu Europejskiego VIII kadencji, deputowany krajowy.

## Życiorys
W 1991 zdał egzamin maturalny. W latach 2001–2003 studiował informatykę na University of Derby. W 2009 ukończył studia podyplomowe typu MBA. Od 1991 zawodowo związany z dziennikarstwem, współpracował z różnymi czasopismami. W 2002 zajął się konsultingiem, a w 2005 rozpoczął pracę jako nauczyciel akademicki na Uniwersytecie Wiedeńskim, prowadząc zajęcia z komunikacji społecznej i PR. Jest autorem lub współautorem kilku pozycji książkowych.
Zaangażował się również w działalność polityczną w ramach Zielonych. W 2010 z listy tego ugrupowania został wybrany na posła do landtagu kraju związkowego Burgenland, a w 2014 uzyskał mandat eurodeputowanego VIII kadencji. W PE zasiadał do 2019, w tym samym roku został posłem do Rady Narodowej XXVII kadencji.

## Publikacje
- Days of Action, 2002
- Schwarzbuch Privatisierung (współautor), 2003
- Die sieben Todsünden der EU, 2006
- #incommunicado, 2011[1]